# Tiana's Bayou Adventure
Tiana's Bayou Adventure est une attraction de type bûches située au Magic Kingdom et à venir à Disneyland. Elle est basée sur le film La Princesse et la Grenouille de Disney sorti en 2009. L'attraction remplace Splash Mountain et a ouvert le 28 juin 2024 au Magic Kingdom. La version de Disneyland est attendue pour le 15 novembre 2024.

## Développement
En juin 2020, il a été annoncé que l' attraction Splash Mountain sur le thème du film de 1946 Mélodie du Sud à Disneyland et au Magic Kingdom, serait repensée sur le thème du film de 2009 La Princesse et la Grenouille. Disney a déclaré que le développement du projet avait commencé en 2019, avant les pétitions en ligne qui ont circulé pendant les manifestations liées à la mort de George Floyd. Mélodie du Sud, qui est « rarement diffusé ou montré » aux États-Unis en raison de ses aspects controversés, a fait l'objet d'un nouvel examen minutieux. Il a été considéré par les critiques comme représentant les Afro-Américains comme des stéréotypes, les faisant apparaître satisfaits de la vie de plantation dans le Sud de l'après-guerre civile. Au moment de la sortie du film, la NAACP a protesté contre son sujet. Les Imagineers ont basé Splash Mountain sur les parties animées du film, ce qui, selon la société, les laisserait indifférents à ces problèmes.
The New York Times a rapporté que les dirigeants de Disney avaient discuté en privé de la suppression du thème Mélodie du Sud de l'attraction pendant au moins cinq ans, avant de mettre en développement un thème basé sur La Princesse et la Grenouille. Le projet est dirigé par Charita Carter, productrice créative senior d'Imagineer, tandis que Tony Baxter, imaginateur de Splash Mountain, est revenu en tant que conseiller créatif.
En août 2021, de nouvelles illustrations et détails du nouveau thème ont été révélés. En juillet 2022, lors du Essence Music Festival à la Nouvelle-Orléans, Disney a annoncé que la nouvelle attraction s'appellerait Tiana's Bayou Adventure, fixant une date d'ouverture à « fin 2024 » dans les deux parcs,.
Lors de l'Expo D23 en septembre 2022, il a été annoncé qu'Anika Noni Rose, Bruno Campos, Michael-Leon Wooley et Jenifer Lewis reprendraient leurs rôles du film pour l'attraction.
En décembre 2022, de nouveaux concept art ont été dévoilés et il a été annoncé que la version Magic Kingdom de Splash Mountain fermerait le 23 janvier 2023. En avril 2023, il a été annoncé que Tiana's Bayou Adventure comprendrait des « dizaines » de « figurines audio-animatroniques entièrement nouvelles » et que la version Disneyland de Splash Mountain fermerait le 31 mai 2023. En plus des Audio-Animatronics, l'attraction propose une animation de lucioles fournie par Walt Disney Animation Studios. En février 2024, une vidéo d'aperçu d'une figurine Audio-Animatronics de Tiana a été publiée. Cela a été suivi en avril 2024 par la publication d'une vidéo approfondie présentant plusieurs autres figurines Audio-Animatronics. Au total, il y a 48 Audio-Animatronics sont dans l'attraction.
Comme le décor de Tiana's Bayou Adventure se situe à La Nouvelle-Orléans, une ville avec peu de relief, l'élévation de l'attraction s'explique par le fait qu'elle se déroule sur un dôme de sel. Les Imagineers se sont inspirés du dôme de sel de l'île Petite Anse en Louisiane. De plus, les nouveaux personnages de l'attraction ont été conçus par l'Imagineer Laura West, tandis qu'Eric Goldberg, qui a animé Louis dans le film, a été consulté pour l'inclusion du personnage,.
Pour préparer l'attraction, l'équipe Imagineering a effectué plusieurs voyages de recherche en Louisiane, visitant des lieux tels que le marché français et les bayous, consulté des institutions culturelles, des chefs, des universitaires, des musiciens et a également vécu le Mardi Gras à la Nouvelle-Orléans. Les Imagineers ont également demandé à l'artiste de la Nouvelle-Orléans Sharika Mahdi de créer quatre peintures, chacune avec un thème différent, pour servir d'inspiration pour l'attraction.
La musique de l'attraction a été fournie par les musiciens de la Nouvelle-Orléans PJ Morton et Terence Blanchard, lauréats d'un Grammy Award. Morton a écrit une chanson, "Special Spice", tandis que Blanchard a fourni la musique de la file d'attente. Blanchard avait déjà fourni le jeu de trompette de Louis dans le film. Morton et Blanchard ont également utilisé la musique du film, composée par Randy Newman.
La file d'attente de l'attraction comprend une peinture murale conçue par l'artiste louisianaise Malaika Favorite. De plus, l'extérieur de l'attraction comprend une girouette fabriquée par les forgerons louisianais Darryl Reeves et Karina Roca.
Le 12 mai 2024, lors de la Disney Night sur American Idol, il a été annoncé que Tiana's Bayou Adventure ouvrirait au Magic Kingdom le 28 juin 2024.
En juin 2024, au sujet de la chute finale de l'attraction, Carter a déclaré : « cette configuration particulière de canal a toujours été une attraction de type rite de passage pour les jeunes enfants, […] quand on pense à Tiana […] elle est invitante et accueillante et veut que tout le monde participe, nous avons pensé qu'en célébrant [la chute] et en en faisant un défi amusant, nous l'ouvrions à un public plus large. » » L'imagineer Carmen Smith a déclaré qu'ils voulaient que les gens ressentent un sentiment de célébration avec la chute plutôt qu'un sentiment d'appréhension ; « C'est un rite de passage, mais vous allez à ce moment, à cet endroit, pour être à une fête. »
Lors du Ultimate Disney Fan Event en août 2024, il est annoncé que Tiana's Bayou Adventure ouvrira à Disneyland le 15 novembre 2024.

## Storyline

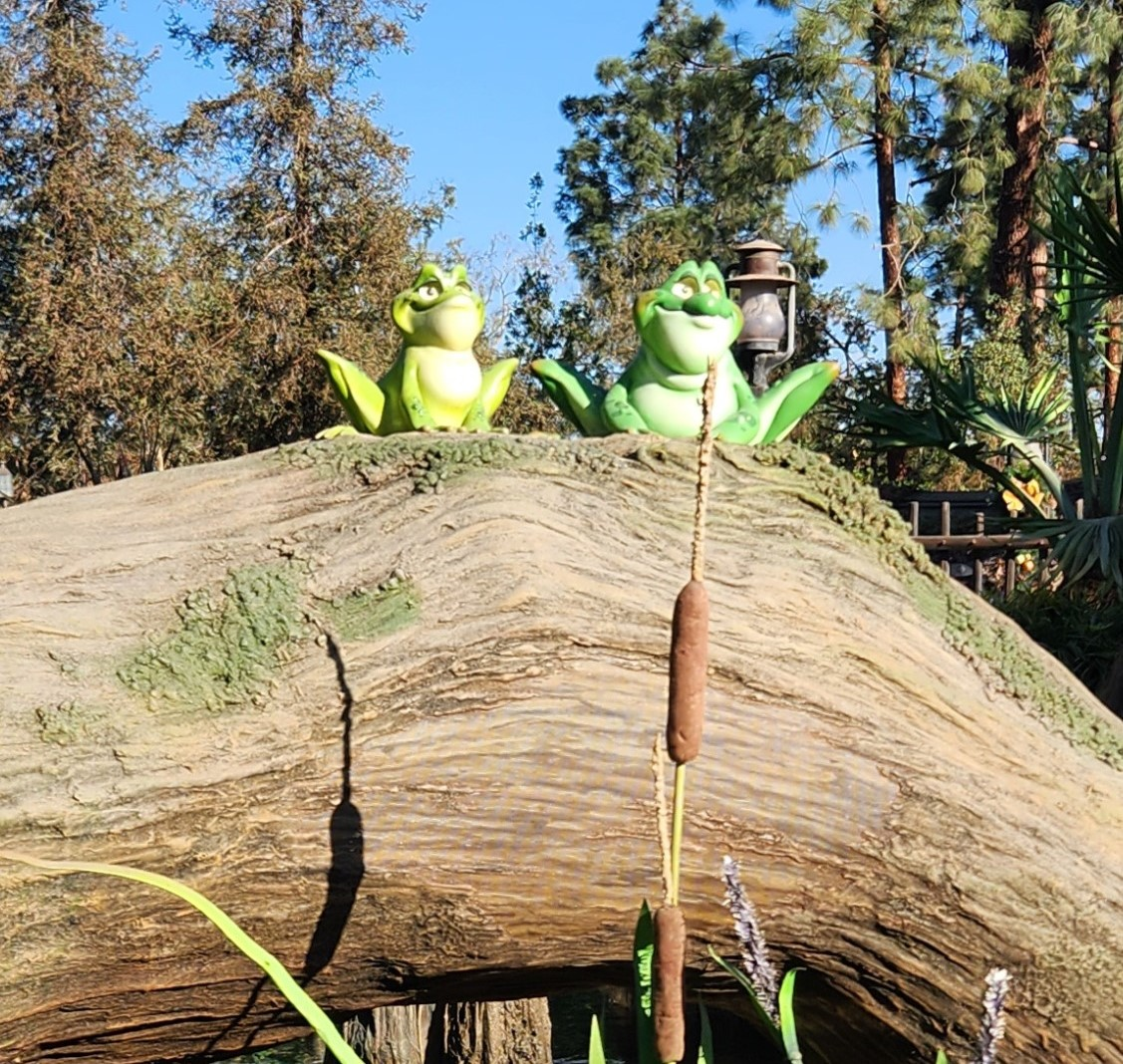
Grenouilles dans le décor de Tiana's Bayou Adventure à Disneyland.

L'attraction se déroule un an après les événements de La Princesse et la Grenouille. Pour aider sa communauté, Tiana a créé une coopérative alimentaire appartenant à ses employés appelée Tiana's Foods, construite sur un dôme de sel qu'elle a acheté. Le jour où les invités viennent, c'est la saison du Carnaval et Tiana organise une fête pour les habitants de la Nouvelle-Orléans. Elle se rend compte qu'en raison d'une confusion, sa fête manque d'un groupe et a besoin de l'aide des invités pour en trouver un, alors qu'ils la rejoignent avec Louis lors d'un voyage dans le bayou à la recherche de créatures musicales,.

## Les différentes attractions

### Magic Kingdom
L'attraction est située dans la zone Frontierland du parc.
- Ouverture : 28 juin 2024[1]

### Disneyland
L'attraction sera située dans la zone Bayou Country, à proximité de New Orleans Square. Cette zone du parc, anciennement connue sous le nom Critter Country sera renommée Bayou Country à l'occasion de l'ouverture de Tiana's Bayou Adventure.
- Ouverture prévue le : 15 novembre 2024[2]

## Distribution
- Anika Noni Rose dans le rôle de Tiana
- Jenifer Lewis dans le rôle de Mama Odie
- Michael-Leon Wooley dans le rôle de Louis
- Bruno Campos dans le rôle du prince Naveen (pré-show)